# Zdzisław Piątek
Zdzisław Franciszek Piątek (ur. 20 sierpnia 1938 w Radomiu, zm. 7 stycznia 2007) – polski specjalista konstrukcji betonowych, były rektor Wyższej Szkoły Inżynierskiej w Koszalinie. 

## Życiorys
W 1962 został absolwentem Wydziału Inżynierii Budowlanej Politechniki Warszawskiej, gdzie pracował następnie na stanowisku asystenta, a do 1970 - adiunkta. Doktorat z nauk technicznych uzyskał w 1969, również na Politechnice Warszawskiej. W 1970 objął kierownictwo Zakładu Konstrukcji Betonowych Wydziału Budownictwa Lądowego - Wyższej Szkoły Inżynierskiej w Koszalinie. Od 1971 do 1974 piastował funkcję prodziekana do spraw studenckich na Wydziale Budownictwa Lądowego, a następnie w latach 1975–1978 prorektora do spraw nauczania i wychowania, z kolei w latach 1978–1981 - prorektora do spraw nauki i współpracy z przemysłem. W 1981 uzyskał stopień doktora habilitowanego nauk technicznych na Politechnice Gdańskiej.
W Wyższej Szkole Inżynierskiej pracował kolejno na stanowiskach:
- docenta - w latach 1970–1985
- profesora nadzwyczajnego - w latach 1985–1991
- profesora zwyczajnego – od 1991

W latach 1987–1990 i 1990–1993 pełnił funkcję rektora Wyższej Szkoły Inżynierskiej w Koszalinie, a w latach 1996–2002 - dziekana na Wydziale Budownictwa tejże uczelni. 
Od 2002 pełnił funkcję członka Państwowej Komisji Akredytacyjnej. 
Pochowany na Cmentarzu Komunalnym przy ul. Gnieźnieńskiej w Koszalinie w Alei Zasłużonych (kwatera AZ-1, rząd 2, grób 34).

## Nagrody i odznaczenia
- Ministra Oświaty i Szkolnictwa Wyższego - wielokrotnie
- Rektora Politechniki Warszawskiej
- Rektora Politechniki Koszalińskiej